# Domkyrkopastoratet
Domkyrkopastoratet är ett pastorat i Göteborgs södra kontrakt i Göteborgs stift i Göteborgs kommun i Västra Götalands län. 
Pastoratet bildades 2018 genom samgånde av nedanstående församlingar som tidigare utgjort egna pastorat:
- Domkyrkoförsamlingen i Göteborg
- Tyska Christinae församling
- Göteborgs Vasa församling
- Göteborgs Johannebergs församling
- Göteborgs Haga församling
- Göteborgs Annedals församling

Självskriven kyrkoherde i pastoratet är domprosten i Göteborg. Pastoratskod är 080101.